# Idžiranaide, Nagatoro-san
Idžiranaide, Nagatoro-san (japonsky イジらないで、長瀞さん) je japonská manga, kterou píše a kreslí Nanaši, známý také jako 774. Kódanša publikuje mangu od listopadu 2017 prostřednictvím své aplikace Magazine Pocket a k srpnu 2021 vydala jedenáct svazků tankóbon. V Severní Americe je licencována nakladatelstvím Vertical. Televizní anime seriál z produkce studia Telecom Animation Film byl premiérově vysílán od dubna do července 2021. Byla oznámena druhá řada seriálu.

## Synopse
Manga sleduje příběh introvertního středoškolského studenta, který potkal dívku Nagatoro, jež mu obrátila život vzhůru nohama.

## Postavy
- Hajase Nagatoro (japonsky 長瀞 早瀬, Nagatoro Hajase) / slečna Nagatoro (japonsky 長瀞さん, Nagatoro-san)

Dabing: Sumire Uesaka
- Naoto Hačiódži (japonsky 八王子 直人, Hačiódži Naoto) / Senpai (japonsky センパイ)

Dabing: Daiki Jamašita
- Maki Gamó (japonsky 蒲生 まき, Gamó Maki) / Gamo-čan (japonsky ガモちゃん)

Dabing: Mikako Komacu
- Jošší (japonsky ヨッシー)

Dabing: Aina Suzuki
- Sakura (japonsky 桜)

Dabing: Šiori Izawa
- předsedkyně klubu (japonsky 部長, bučó)

Dabing: Nana Mizuki
- Nagatorina sestra (japonsky 姉瀞, Ane Toro)
- Orihara (japonsky 折原)
- Hana Sunomija (japonsky 須ノ宮 ハナ, Sunomija Hana)

## Produkce
Nanaši začal publikovat mangu a svoji další tvorbu na stránce Pixiv. První ilustrace postavy Nagatory zde zveřejnil 16. srpna 2011.

## Média

### Manga
Manga Idžiranaide, Nagatoro-san je vydávána od 1. listopadu 2017 v aplikaci a na webových stránkách Magazine Pocket nakladatelství Kódanša. První svazek vydala Kódanša prostřednictvím své značky Šónen Magazine Comics v tištěné a digitální podobě 9. března 2018. Druhý svazek byl vydán 8. června 2018 a zatím poslední jedenáctý svazek 6. srpna 2021. Vedle běžné edice je vydávána i edice speciální, která obsahuje tvorbu několika dalších umělců.
Mangu licencovalo americké nakladatelství Vertical, které vydalo její první svazek v listopadu 2019 v Severní Americe.

#### Seznam svazků
| Č. | Datum vydání      | ISBN                                                       |
| -- | ----------------- | ---------------------------------------------------------- |
| 1  | 9. března 2018    | 978-4-06-511196-3                                          |
| 2  | 8. června 2018    | 978-4-06-511675-3 ISBN 978-4-06-511990-7 (speciální edice) |
| 3  | 9. října 2018     | 978-4-06-512176-4 ISBN 978-4-06-513635-5 (speciální edice) |
| 4  | 8. února 2019     | 978-4-06-514440-4                                          |
| 5  | 7. června 2019    | 978-4-06-515305-5 ISBN 978-4-06-516748-9 (speciální edice) |
| 6  | 8. listopadu 2019 | 978-4-06-517518-7 ISBN 978-4-06-517519-4 (speciální edice) |
| 7  | 9. března 2020    | 978-4-06-518517-9 ISBN 978-4-06-518787-6 (speciální edice) |
| 8  | 9. července 2020  | 978-4-06-520103-9 ISBN 978-4-06-520104-6 (speciální edice) |
| 9  | 9. listopadu 2020 | 978-4-06-521245-5 ISBN 978-4-06-521249-3 (speciální edice) |
| 10 | 9. března 2021    | 978-4-06-522644-5 ISBN 978-4-06-522647-6 (speciální edice) |
| 11 | 6. srpna 2021     | 978-4-06-524023-6                                          |

### Anime
Dne 2. července 2020 bylo oznámeno, že je ve výrobě televizní anime seriál od studia Telecom Animation Film. Režisérem se stal Hirokazu Hana, scénář napsal Taku Kišimoto, postavy navrhla Misaki Suzuki a hudbu složil Gin. 12 dílů seriálu bylo premiérově vysíláno od 11. dubna do 27. června 2021 na televizní stanici Tokyo MX a dalších. Úvodní znělku „EASY LOVE“ ztvárnila Sumire Uesaka, přičemž za závěrečnou znělkou „Colorful Canvas“ (japonsky カラフル・キャンバス, Karafuru kjanbasu) stojí Sumire Uesaka, Mikako Komacu, Aina Suzuki a Šiori Izawa. Společnost Crunchyroll licencovala seriál mimo jihovýchodní Asii a Medialink v jihovýchodní Asii, kde ho streamuje na platformě iQIYI.
Dne 23. října 2021 bylo oznámeno, že seriál získal druhou řadu.

#### Seznam dílů

##### První řada (2021)
| Č. v seriálu | Č. v řadě | Původní název | Režie                            | Scénář        | Premiéra v Japonsku |
| ------------ | --------- | --- | -------------------------------- | ------------- | ------------------- |
| 1            | 1         | Senpaitte, čotto... センパイって、ちょっと…Senpaitte okoranain desu ka? センパイって怒らないんですか？                                                                                    | Džuria Macumura                  | Taku Kišimoto | 11. dubna 2021      |
| 2            | 2         | Senpai no ganbó ga kanaimashita ne!! センパイの願望が叶いましたね！！Čissu, Senpai! ちっす、センパイっ！                                                                                  | Hirokazu Hanai                   | Taku Kišimoto | 18. dubna 2021      |
| 3            | 3         | Mata jarimašó ne, Senpai またやりましょうね、センパイっSenpái, kočči kočči〜 センパーイ、こっちこっち〜                                                                                   | Jasuo Cučija                     | Taku Kišimoto | 25. dubna 2021      |
| 4            | 4         | Senpai, kao makkassu jo～? センパイ、顔真っ赤っスよ～？Senpai wa, mó čotto...... センパイは、もうちょっと……                                                                               | Rjúta Imaizumi a Jošijuki Kumeda | Taku Kišimoto | 2. května 2021      |
| 5            | 5         | Senpai no mokomoko センパイのもこもこSenpai, go-čissu!! センパイ、ゴチっス!! | Júma Suzuki a Só Tojama          | Taku Kišimoto | 9. května 2021      |
| 6            | 6         | Senpai, čoro sugiru～♡ センパイ、ちょろ過ぎる～♡Senpai! Umi, ikimašó! センパイ！海、行きましょうー！                                                                                      | Kaoru Suzuki                     | Taku Kišimoto | 16. května 2021     |
| 7            | 7         | Senpai, omacuri ikimasen ka? センパイ、お祭り行きませんか？Déto mitaissu ne, Senpai♡ デートみたいっすね、センパイ♡Kaerimašó, Senpai 帰りましょう、センパイ                                | Hisaja Takabajaši                | Taku Kišimoto | 23. května 2021     |
| 8            | 8         | Igai to tanošii ka mo širenaissu ne, moto Senpai♡ 意外と楽しいかもしれないっスね、元センパイ♡Džanken šimašó, Senpai!! じゃんけんしましょう、センパイ！！                                  | Hitomi Ezoe                      | Taku Kišimoto | 30. května 2021     |
| 9            | 9         | Senpai wa muccuri daši!! センパイはムッツリだし！！Kimokimo Senpai ga matomo ni déto dekiru wakenaiššo!! キモキモセンパイがまともにデート出来るわけ無いっしょ！！                         | Jošijuki Kumeda a Kóičiró Kuroda | Taku Kišimoto | 6. června 2021      |
| 10           | 10        | Senpaitte karada, kata só desu jo né センパイって体、硬そーですよねぇJatte jarimasu jo, Senpai!! やってやりますよ、センパイ！！                                                           | Jošitaka Nagaoka                 | Taku Kišimoto | 13. června 2021     |
| 11           | 11        | Senpai wa dó omottensu ka? センパイはどう思ってんスか？Sunao dža nain da kará, Senpai wá♡ 素直じゃないんだからー、センパイはー♡                                                           | Júma Suzuki                      | Taku Kišimoto | 20. června 2021     |
| 12           | 12        | Himote hagu funa Senpai ni mo cui ni haru ga tóraissu ka～? 非モテはぐフナセンパイにもついに春が到来っスか～？Ai toka iwarečattemasu joo Senpái? 愛とか言われちゃってますよぉセンパーイ？ | Hirokazu Hanai                   | Taku Kišimoto | 27. června 2021     |